# Magyar Tudományos Akadémia
A Magyar Tudományos Akadémia (röviden: MTA) magyarországi tudományos köztestület, amelynek fő feladata a tudomány művelése, a tudomány eredményeinek terjesztése, a magyar tudomány képviselete. 2019-ig kutatóintézetekkel rendelkezett; a magyar kutatóhálózat jelentős részét is a Magyar Tudományos Akadémia irányította.

## Története

### Alapítása

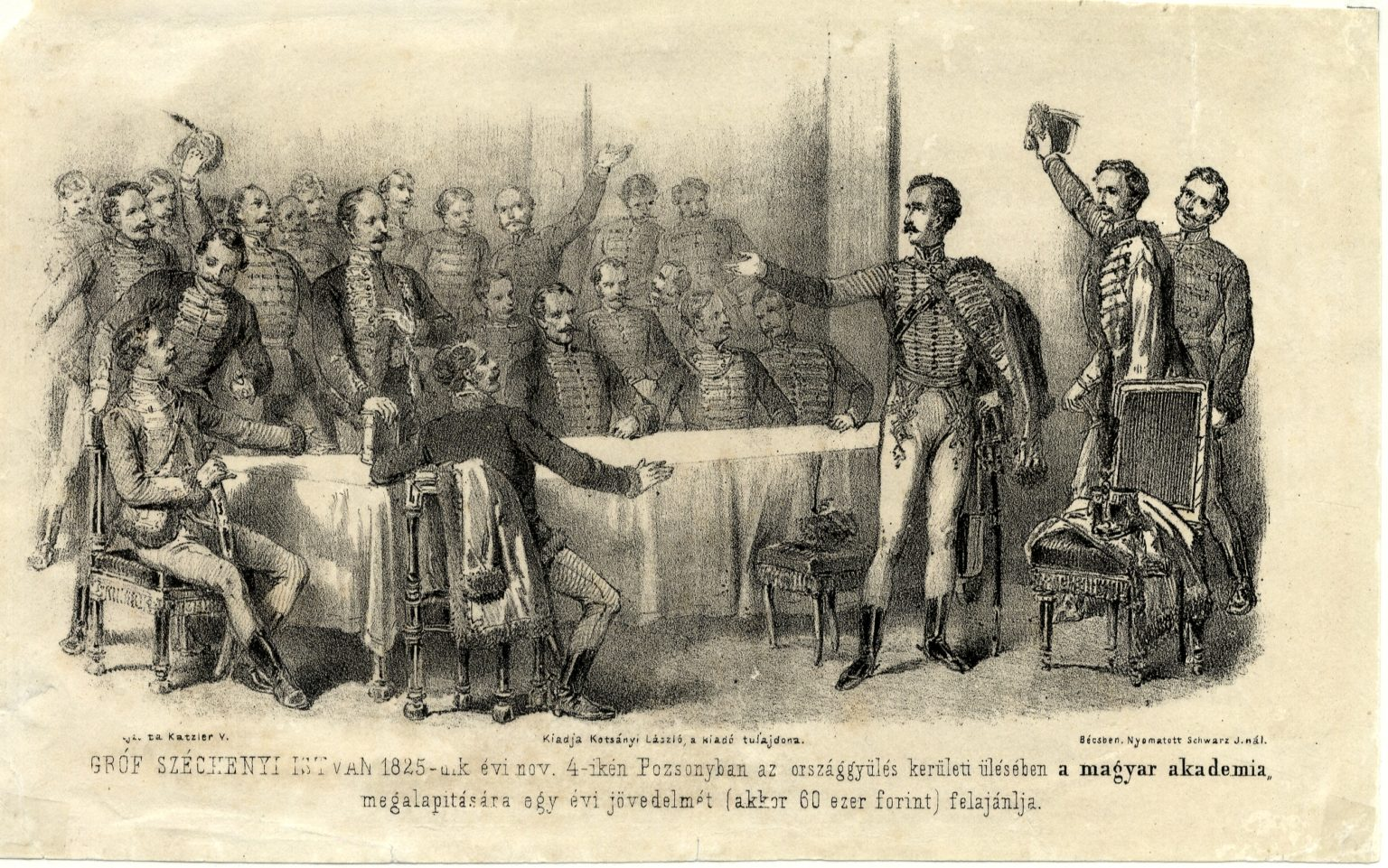
Széchenyi István felajánlja birtokainak egyévi jövedelmét egy Tudós Társaság alapítására (litográfia)

Egy magyar tudományos társaság alapításának gondolatához már az 1700-as évek második felében Bél Mátyás evangélikus lelkész és polihisztor is eljutott. Néhány évtized múlva, 1781-ben Bessenyei György pedig papírra is vetette saját elképzelését. Az 1791. évi országgyűlés tudományi bizottsága felvette programjába a katonai és képzőművészeti akadémián kívül egy magyar tudományos akadémia felállítását, ám a tervek megvalósítása végül I. Ferenc uralkodásának első három évtizedében elmaradt.
Az 1825-ös pozsonyi országgyűlésen (a követek november 2-ai és 3-ai kerületi ülésén) ennek eszméjét ismét fölelevenítették. Már az első gyűlésen, november 2-án, szóvá tette egy magyar tudományos intézet felállításának szükségességét Máriássy Sáros vármegyei követ.
Másnap, 1825. november 3-án Felsőbüki Nagy Pál különösen gyújtó hatású beszédet mondott, amelyben hevesen kikelt azon elkorcsosodó főurak ellen, akik elhanyagolják nemzetünk és nyelvünk érdekeit. Ezután tette meg sorsfordító, emlékezetes felajánlását gróf Széchenyi István. Széchenyi bár a felsőtáblához tartozott, ekkor éppen az alsóházi követek ülésén foglalt helyet. Felsőbüki szónoklatát követően a jelenlévők meglepetésére Széchenyi váratlanul szót kért, és felszólalásában felajánlotta birtokainak egyévi jövedelmét, 60 000 forintot egy Magyar Tudós Társaság megalapítására.
A beszéd [Felsőbüki beszéde] keltette általános lelkesedésben, Széchenyi a hallgatóság közül a követek asztalához lépve, engedélyt kért a szólásra, s ezt mondta: „a nemzetiség és nyelv erősítése, terjesztése és pallérozása szent céljára” felajánlotta minden birtoka egyévi jövedelmét, amelyet 60 000 forintban állapított meg. Leírhatatlan örömmel és meghatottsággal fogadták e kijelentését, s utána egymásután keltek fel és tették meg ajánlatukat.
A társaság létrehozását más főnemesek is jelentős összegekkel támogatták, sőt volt aki jelentősebb összeggel is mint Széchenyi: Sina Simon (80 000), herceg Batthyány Fülöp (50 000), gróf Károlyi György (40 000) és még többen.
Hamarosan József nádor 10 000 forinttal, Teleki József – a Társaság későbbi első elnöke – pedig családi könyvtárával járult hozzá az Akadémia létrehozásához.
1825. november 8-án a Széchenyi, Károlyi, Andrássy és Vay a nádorhoz, az alsó- és felső táblához már írásban is benyújtotta ajánlatát, november 21-én pedig az alakítandó tudós társaság épülete tervének alaprajzát. József nádor bizottságot nevezett ki az alaprajz megtárgyalására, s ebben Széchenyi is aktívan részt vett.
Felajánlása megtételében – régóta meglévő országjobbító szándékai mellett – a titkos szerelme, Zichy grófné, Cresence előtti imponálás szándéka is szerepet játszott. 1849-es napló bejegyzése azt írta: „Az én eszemben az ő elcsábítása járt. Ő testileg ellenállt, de a lelkét magamévá tettem, mert ő az egész világon engem szeretett a legjobban. Hogy egészen megnyerhessem, ráléptem a hazafiság mezejére, 24 szónál nem tudtam többet magyarul, azt is rosszul, de ellenzékinek léptem föl a mágnástáblán, s 60 ezer forintot ajánlottam föl, hogy mire, azt igazában nem is tudom tisztán, de magyar nyelvészeti akadémia lett belőle.”
1827. augusztus 18-án a bizottság munkálatai – nem kis részben József nádor kitartó lobbi munkájának köszönhetően – a királyi szentesítést is elnyerték. Az alapítást törvénybe iktatták. Az országgyűlés ebben a törvénycikkben mondta ki a társaság megalapítását.
Az Akadémia szervezeti rendjének kidolgozására felállított bizottság megszervezését és működését mutatja be a szépirodalom eszközeivel Móra Ferenc Consistorium Calvinistorum című elbeszélése (megjelent az író A fele sem tudomány című kötetében). Szintén az Akadémia korai időszakáról tudósítanak Móra ugyanott megjelent, Hogy készült az Akadémia? és Az első akadémikusok című, tényadatokban gazdag elbeszélései.

### Működésének megkezdése

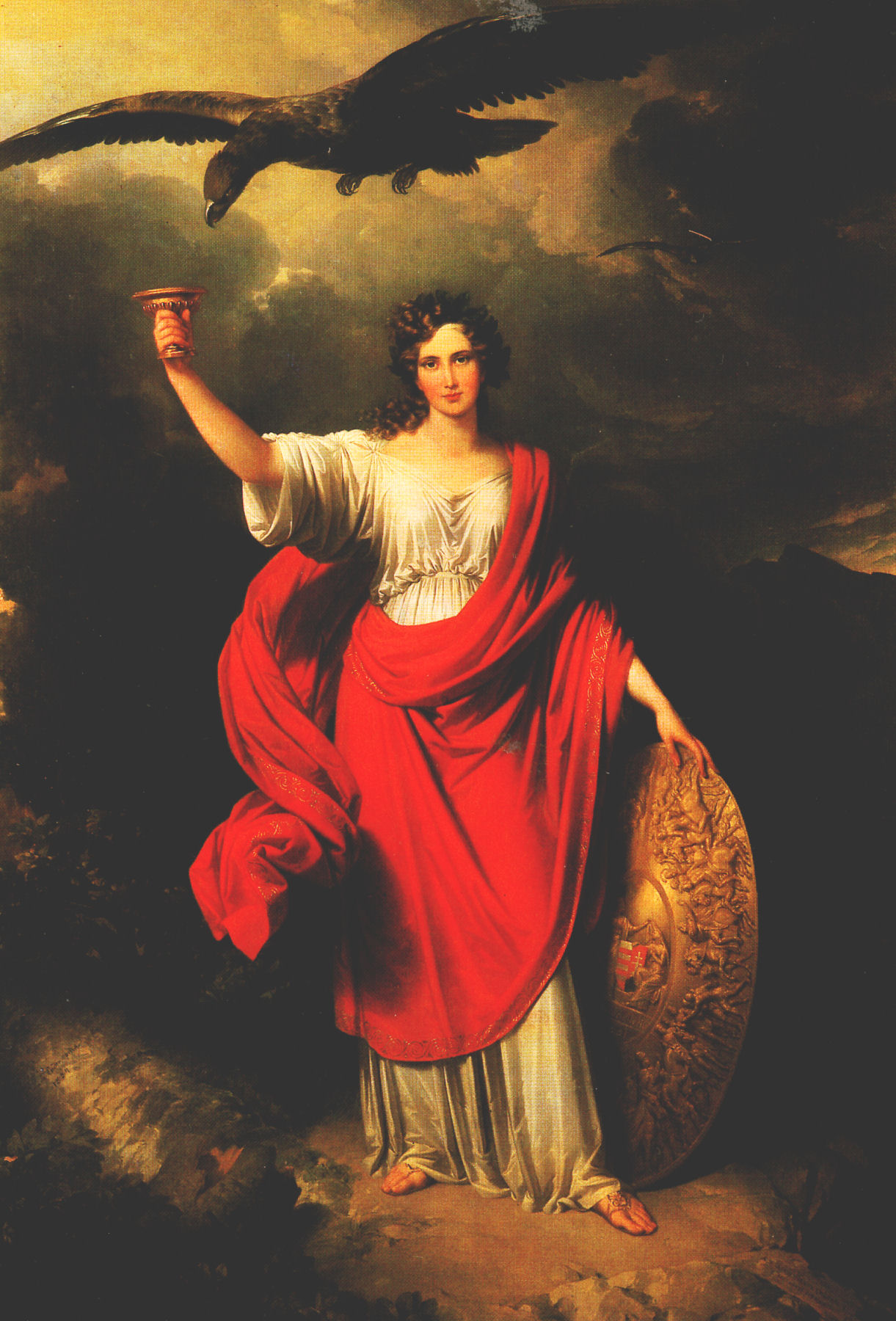
Johann Ender: „Borúra derű” – A Magyar Tudományos Akadémia allegóriája (1831)

Tényleges működését 1830-ban kezdhette meg Magyar Tudós Társaság néven, miután az uralkodó elfogadta az alapszabályokat. Az 1830. november 17-ei igazgatótanácsi tagválasztó ülésen Teleki József személyében megválasztotta – akkori nevén elölülőnek – első elnökét, Széchenyi Istvánt másodelnökké, Döbrentei Gábort pedig titkárrá nevezték ki. Az első rendes tagokat – összesen 23-at – ugyanezen napon a Teleki József vezette Igazgató Tanács nevezte ki. A tiszteleti tagok száma 24 volt.
A Magyar Tudós Társaság első közgyűlését 1831. február 14-én tartotta. A társaság szervezeti szabályzatát az A magyar tudós társaság alaprajza és rendszabásai (Pest, 1831) c. kiadvány közölte. Ennek értelmében 42 rendes, 24 tiszteleti és meghatározatlan számú levelező tagot fogadhatott tagjai közé.
A következő osztályokat hozták létre:
- nyelvtudományi,
- bölcseleti,
- történeti,
- matematikai,
- természettudományi,
- törvénytudományi

#### Az Akadémia vezetése
Az Akadémia titkára először Döbrentei Gábor volt, majd az irodalomtörténet-írás atyja, Toldy Ferenc következett, utána a történész és jogász Szalay László, 1865-ben Arany János. 1866-tól Eötvös József lett az intézmény elnöke, aki 22 éves korában került az Akadémia tagjai közé, 1835-ben.

#### A Magyar Tudományos Akadémia név felvétele
1840-ben a Magyar Tudós Társaság nevet Magyar Tudományos Akadémiára változtatták. 1844-ben megnyitotta kapuit az MTA könyvtára.
Széchenyi István 1842. november 27-én az Akadémián mint másodelnök megnyitó beszédet mondott. Beszédében a hangsúlyt a nyelvművelésre helyezte, mivel a magyar nyelv megőrzését és művelését mindenek elé helyezte. 1860-ban országos gyűjtés indult az Akadémia székházának felépítésére. A kivitelezés Ybl Miklós és Szkalnitzky Antal vezetésével 1862 tavaszán kezdődött el Friedrich August Stüler tervei alapján. Az Akadémia 1869-ben szervezeti változáson esett keresztül, addigi hat osztályát hárommá (1. nyelv- és széptudományi, 2. történeti, bölcseleti és társadalomtudományi 3. matematikai és természettudományi) vonták össze. Ebben a szervezetben működött 1946-ig. Ekkor a természettudományok számát kettőre emelték.
Az Akadémia az 1870-es évektől az ország tudományos életének központja lett.

### Az 1956-os forradalom idején
Az 1956-os forradalom idején – október 25-e után – a tagok értekezlete új vezetőséget választott a korábban visszavonult vezetőség helyébe. Az értekezleten több mint 80 tag jelent meg, köztük olyanok is, akiket 1949-ben tanácskozó taggá minősítve tagsági jogaiktól megfosztottak.
Az értekezlet megemlékezett I. Tóth Zoltán levelező tagról, aki a forradalom harcai során elesett. Elhatározta, hogy az Akadémia közgyűlésének előkészítésére, a múltban elkövetett hibák orvoslási módozatainak kidolgozására, valamint a forradalom kitörése óta az Akadémia ügyvitele körében történt intézkedések felülvizsgálására nemzeti bizottságot alakít, amelybe az Akadémia minden osztályából három tagot választ. A bizottság elnöke Kodály Zoltán, alelnöke Gombás Pál, titkára Nizsalovszky Endre, tagjai Andreanszky Gábor, Baló József, Bruckner Győző, Dudich Endre, Eckhardt Sándor, Eckhart Ferenc, Egervári Jenő, Geleji Sándor, Gyulai Zoltán, Hajnal Imre, Hajós György, id. Issekutz Béla, Lakó György, Lukács György, Mócsy János, Pais Dezső, Plank Jenő, Szalai Sándor, Vendl Aladár, Verebélÿ László és Varga József lettek. A bizottság az 1956. október 28-án alapított Magyar Értelmiség Forradalmi Bizottsága, illetve a november 21-én megalapított Magyar Értelmiség Forradalmi Tanácsa elődjének tekinthető.

### 1990 után
A rendszerváltást követően, 1990-ben, új alapszabályt fogadtak el. Az irodalom és a művészetek akadémiai képviseletének helyreállítására társult, de önálló intézményként létrejött a Széchenyi Irodalmi és Művészeti Akadémia (1992). 1994 áprilisában kihirdették a Magyar Tudományos Akadémiáról szóló új törvényt (XL. tv.).
Az akadémiai kutatóintézet-hálózat elcsatolásával kialakult helyzetben az MTA 192., rendkívüli közgyűlése 2019. december 2-án elfogadta az Akadémia megújuló küldetését tartalmazó előterjesztést, valamint módosította az MTA Alapszabályát és Ügyrendjét is.

## Székháza

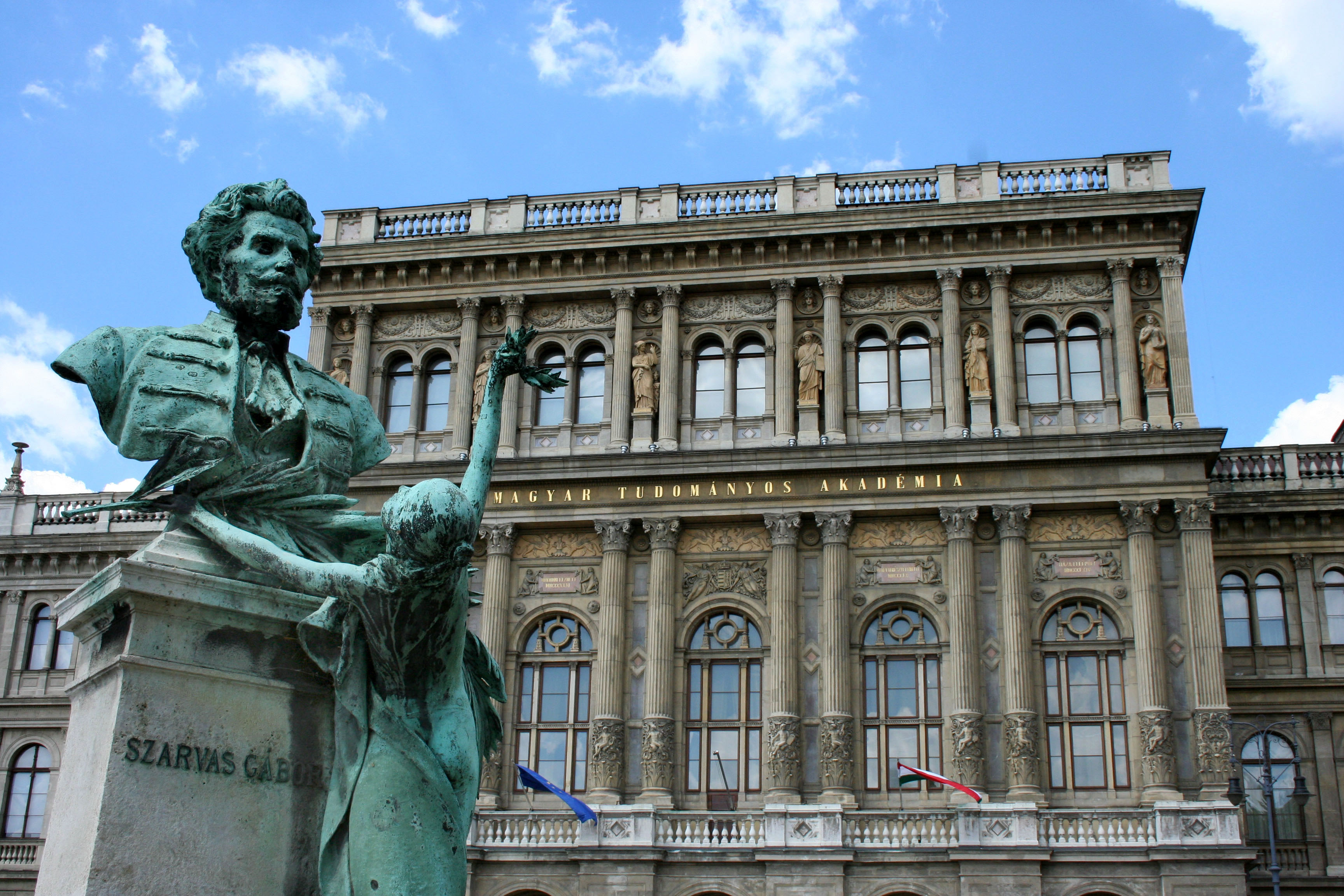
Az MTA épülete, Szarvas Gábor szobrával

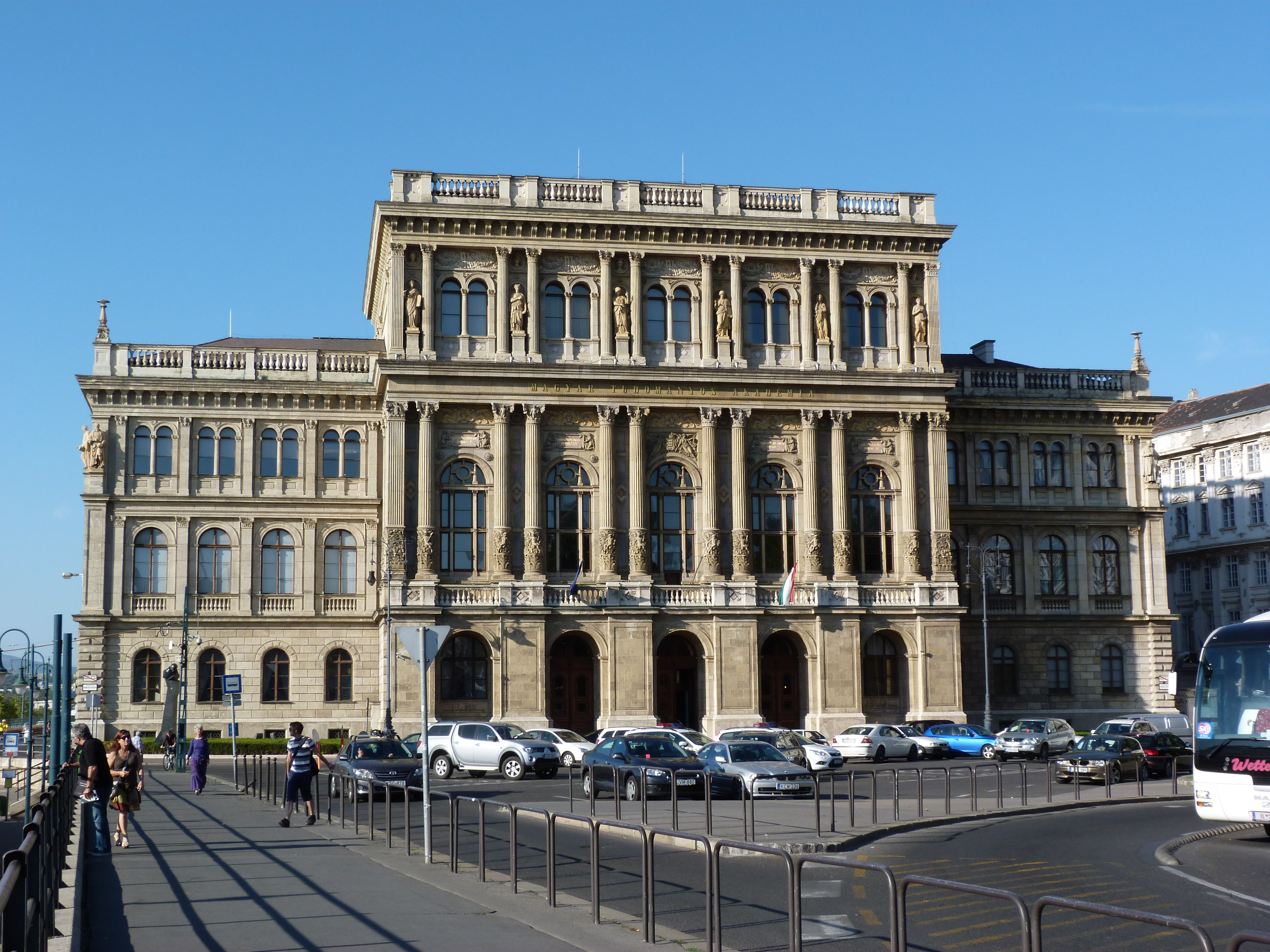
A Magyar Tudományos Akadémia 2011-ben

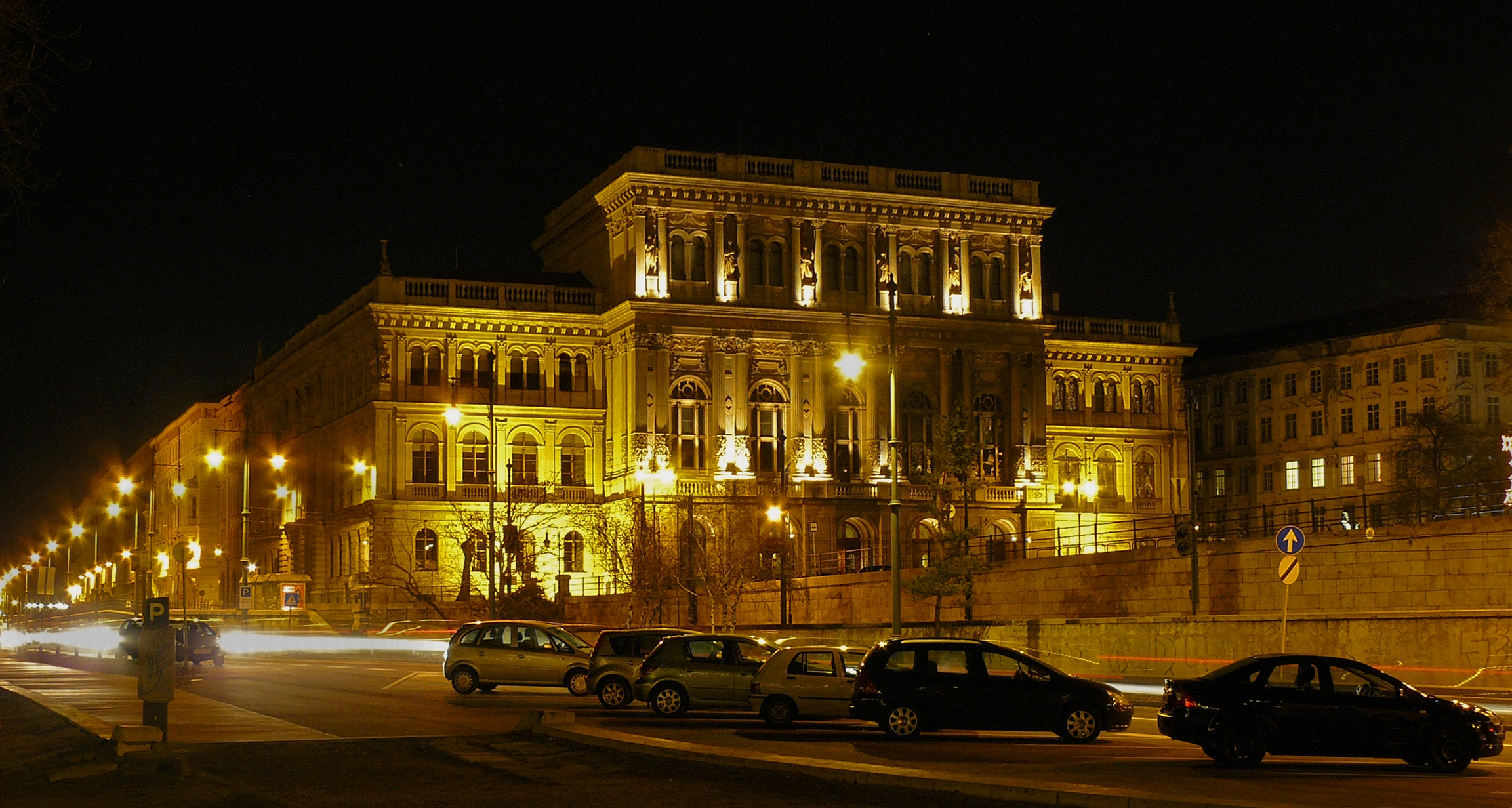
Éjszakai kivilágításban

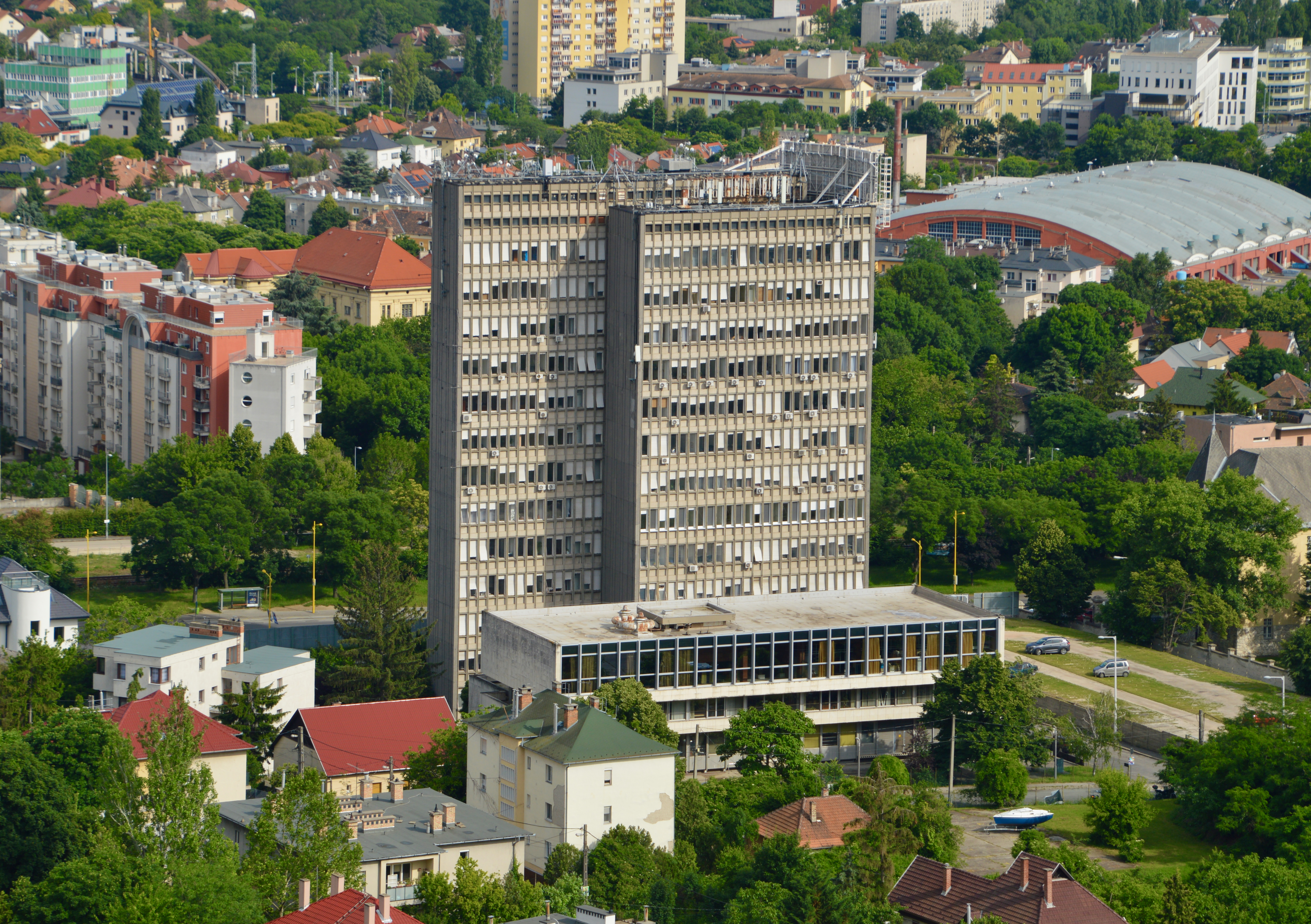
Az MTA budapesti Kutatóháza

1860-ban országos gyűjtés indult a székház felépítésére. A tervpályázatot 1861-ben írták ki. A győztes, neoreneszánsz stílusú tervet Friedrich August Stüler nyújtotta be. A kivitelezés 1862 tavaszán kezdődött Ybl Miklós és Szkalnitzky Antal vezetésével. A felavatásra 1865. december 11-én került sor.
A homlokzati szobrokat Emil Wolff, az alapítást ábrázoló bronz domborművet Holló Barnabás készítette. A díszterem freskói Lotz Károly alkotásai. Ligeti Antal tájképei ékesítik a kis üléstermet.
A székház Budapest V. kerületében, a Széchenyi István tér 9. alatt található.

## Osztályai
Napjainkban 11 tudományos osztálya működik, ebből nyolc természet-, három társadalomtudományi (I., II., IX.):
1. Nyelv- és Irodalomtudományok Osztálya
2. Filozófiai és Történettudományok Osztálya
3. Matematikai Tudományok Osztálya
4. Agrártudományok Osztálya
5. Orvosi Tudományok Osztálya
6. Műszaki Tudományok Osztálya
7. Kémiai Tudományok Osztálya
8. Biológiai Tudományok Osztálya
9. Gazdaság- és Jogtudományok Osztálya
10. Földtudományok Osztálya
11. Fizikai Tudományok Osztálya

## Az Akadémiai Könyvtár
Budapest V. Arany János u. 1. alatt található a Magyar Tudományos Akadémia Könyvtár és Információs Központ. 1826-ban alapították. Az ország egyik legnagyobb tudományos szakkönyvtára. A mintegy kétmillió könyvtári egységet őrző könyvtárhoz több különgyűjtemény (Kézirattár és Régi Könyvek Gyűjteménye, Keleti Gyűjtemény, valamint Mikrofilmtár) tartozik.

## Illetmény
Az Akadémia tagjai és az MTA doktorai illetményt kapnak. Ennek összege 2007. január 1-je után [a 350/2006. (XII. 23.) Korm. rendelet alapján] rendes tag esetén havi 455 000 Ft, levelező tag esetén 353 900, az MTA doktorai esetén 90 000 Ft.

## A Magyar Tudományos Akadémia adatbázisai

### MTA-akadémikusok
Az MTA tagjainak adataiból az Akadémia adatbázist hozott létre, amely tartalmazza a Magyar Tudományos Akadémia mindenkori rendes, levelező, külső és tiszteleti tagjainak, valamint a közgyűlésen szavazati joggal rendelkező doktor-képviselőknek az életrajzi adatait.

### MTA Köztestület
Az MTA Köztestületi Adatbázisa annak a mintegy tízezer köztestületi tagnak az adatait tartalmazza, akik Magyarországon szerzett vagy honosított tudományos fokozattal rendelkeznek és a Magyar Tudományos Akadémiáról szóló törvényben meghatározott feltételek alapján bejelentik, hogy a köztestület tagjai kívánnak lenni. Az adatbázis 1994 óta épül, hozzáférhető az interneten, illetve nyomtatott formában is megjelenik.

## A Magyar Tudományos Akadémia elnökei
| #  | Név                      | Időszak                                                                 | Foglalkozás                |
| -- | ------------------------ | ----------------------------------------------------------------------- | -------------------------- |
| 1  | Gr. Teleki József        | 1830. november 17. – 1855. február 15.                                  | történetíró                |
| 2  | Gr. Dessewffy Emil       | 1855. április 17. – 1866. január 10.                                    | író, publicista            |
| 3  | Br. Eötvös József        | 1866. március 18. – 1871. február 2.                                    | jogtudós                   |
| 4  | Gr. Lónyay Menyhért      | 1871. május 17. – 1884. november 3.                                     | bölcsész, író              |
| 5  | Trefort Ágoston          | 1885. május 28. – 1888. augusztus 22.                                   | jogtudós, publicista       |
| 6  | Br. Eötvös Loránd        | 1889. május 3. – 1905. október 5.                                       | fizikus                    |
| 7  | Berzeviczy Albert        | 1905. november 27. – 1936. március 22.                                  | történetíró                |
| 8  | v. József Ágost főherceg | 1936. március 22. – 1944. október                                       | katonatiszt                |
| 9  | P. Kornis Gyula SchP     | 1945. március 7. – 1945. október 29.                                    | filozófus, pedagógus, író  |
| 10 | v. Moór Gyula            | 1945. október 29. – 1946. július 24.                                    | jogtudós                   |
| 11 | Kodály Zoltán            | 1946. július 24. – 1949. november 29.                                   | zeneszerző, zenetudós      |
| 12 | Rusznyák István          | 1949. november 29. – 1970. február 5.                                   | orvos, belgyógyász         |
| 13 | Erdey-Grúz Tibor         | 1970. február 5. – 1976. augusztus 16.                                  | kémikus                    |
| 14 | Szentágothai János       | 1976. október 26. – 1977. május 6. mb. 1977. május 6. – 1985. május 10. | orvos, anatómus, idegtudós |
| 15 | Berend T. Iván           | 1985. május 10. – 1990. május 24.                                       | történész                  |
| 16 | Kosáry Domokos           | 1990. május 24. – 1996. május 9.                                        | történész                  |
| 17 | Glatz Ferenc             | 1996. május 9. – 2002. május 4.                                         | történész                  |
| 18 | Vizi E. Szilveszter      | 2002. május 5. – 2008. május 6.                                         | orvos, farmakológus        |
| 19 | Pálinkás József          | 2008. május 6. – 2014. május 6.                                         | atomfizikus                |
| 20 | Lovász László            | 2014. május 6. – 2020. július 31.                                       | matematikus, informatikus  |
| 21 | Freund Tamás             | 2020. augusztus 1. –                                                    | neurobiológus              |

## A Magyar Tudományos Akadémia kutatóintézet-hálózata 2019-ig
2019-ig az MTA az alábbi kutatóintézeti hálózattal rendelkezett:

### MTA Agrártudományi Kutatóközpont
- Állatorvos-tudományi Intézet
- Julianna majori telephely
- Mezőgazdasági Intézet
- Növényvédelmi Intézet
- Talajtani és Agrokémiai Intézet

### MTA Bölcsészettudományi Kutatóközpont
- Filozófiai Intézet
- Irodalomtudományi Intézet
- Művészettörténeti Intézet
- Néprajztudományi Intézet
- Régészeti Intézet
- Történettudományi Intézet
- Zenetudományi Intézet

### MTA Csillagászati és Földtudományi Kutatóközpont
- Földrajztudományi Intézet
- Földtani és Geokémiai Intézet
- Geodéziai és Geofizikai Intézet
- Konkoly Thege Miklós Csillagászati Intézet

### MTA Energiatudományi Kutatóközpont
- Atomenergia-kutató Intézet
- Energia- és Környezetbiztonsági Intézet
- Műszaki Fizikai és Anyagtudományi Intézet

### MTA Közgazdaság- és Regionális Tudományi Kutatóközpont
- Közgazdaság-tudományi Intézet
- Regionális Kutatások Intézete
- Világgazdasági Intézet

### MTA Nyelvtudományi Intézet
- Finnugor és Nyelvtörténeti Osztály

### MTA Ökológiai Kutatóközpont
- Balatoni Limnológiai Intézet
- Duna-kutató Intézet
- Ökológiai és Botanikai Intézet

### MTA Szegedi Biológiai Kutatóközpont
- Biofizikai Intézet
- Biokémiai Intézet
- Genetikai Intézet
- Központi Laboratóriumok
- Növénybiológiai Intézet

### MTA Társadalomtudományi Kutatóközpont
- Jogtudományi Intézet
- Kisebbségkutató Intézet
- Politikatudományi Intézet
- Szociológiai Intézet

### MTA Természettudományi Kutatóközpont
- Anyag- és Környezetkémiai Intézet
- Enzimológiai Intézet
- Kognitív Idegtudományi és Pszichológiai Intézet
- Szerves Kémiai Intézet

### MTA Wigner Fizikai Kutatóközpont
- Komputációs Tudományok Osztálya
- Részecske- és Magfizikai Intézet
- Számítógép Hálózati Központ
- Szilárdtest-fizikai és Optikai Intézet
- Wigner Adatközpont

## Galéria

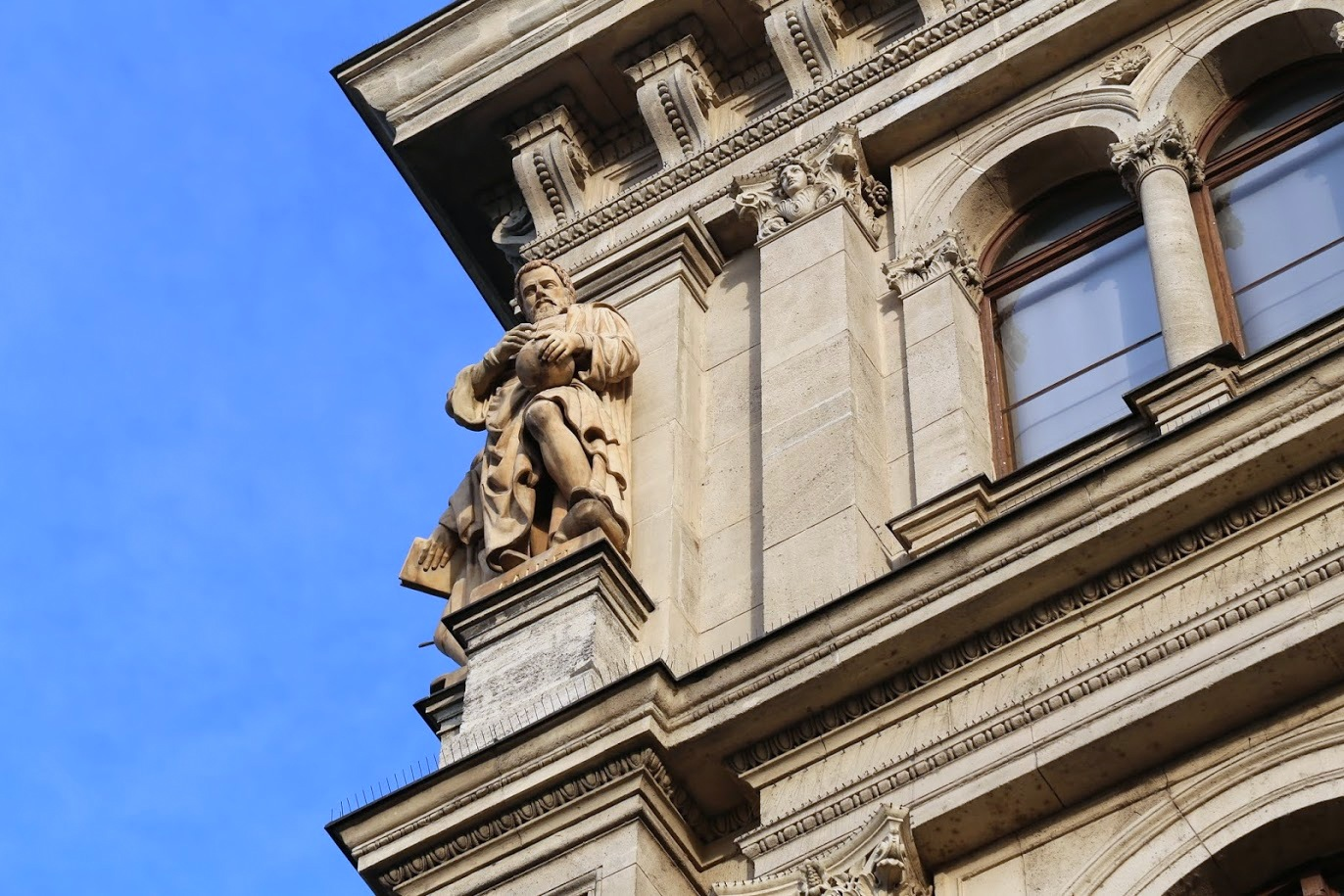
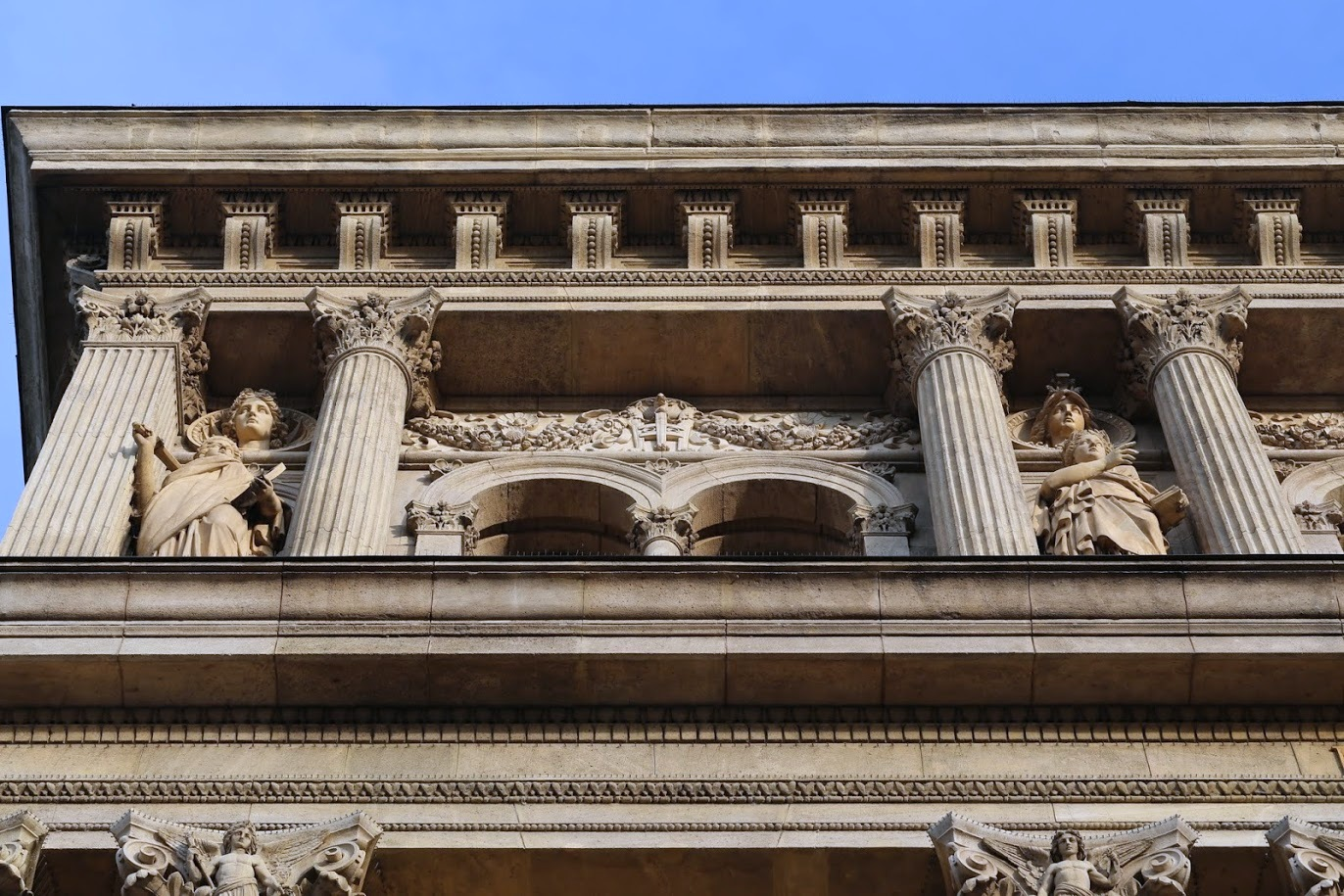
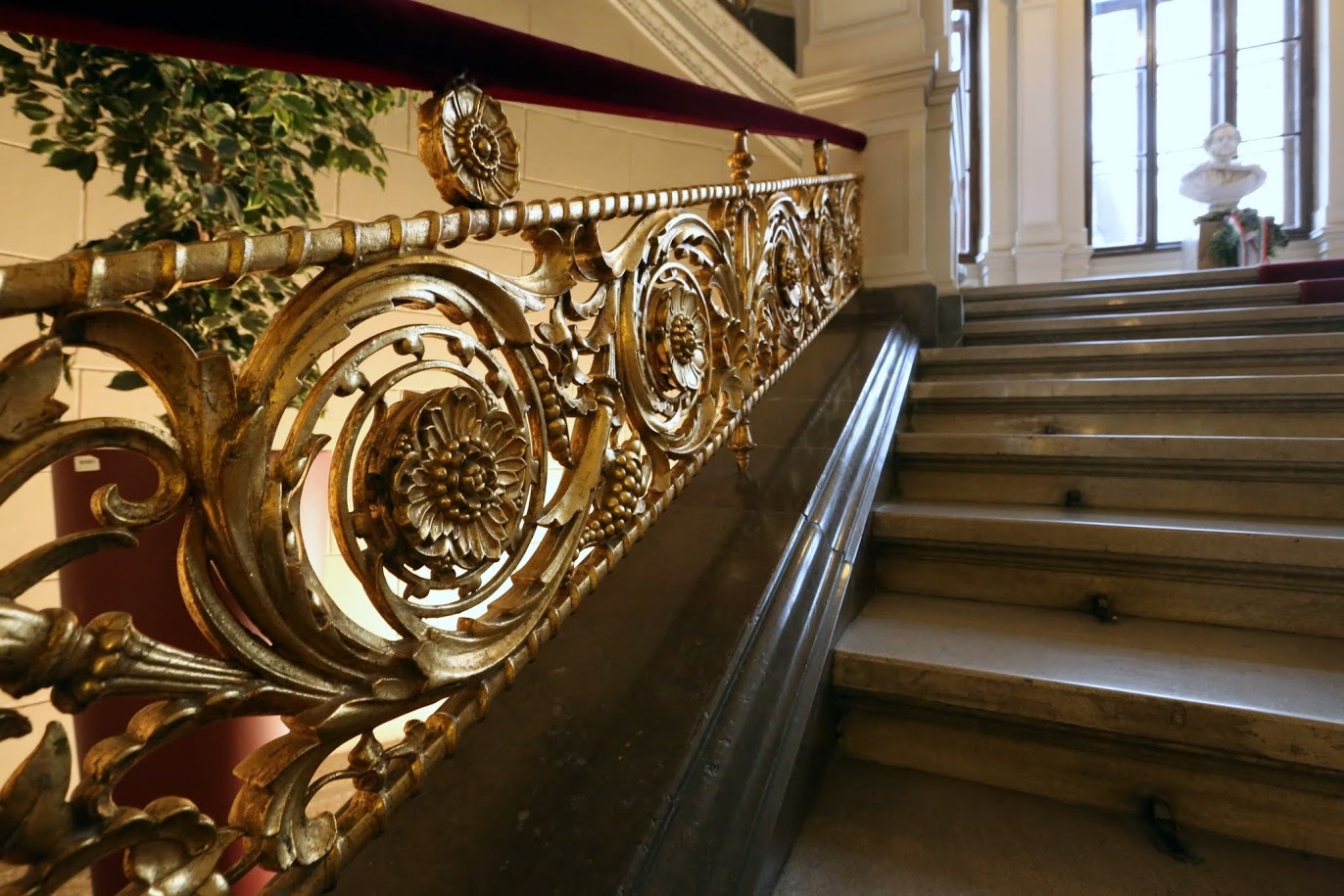
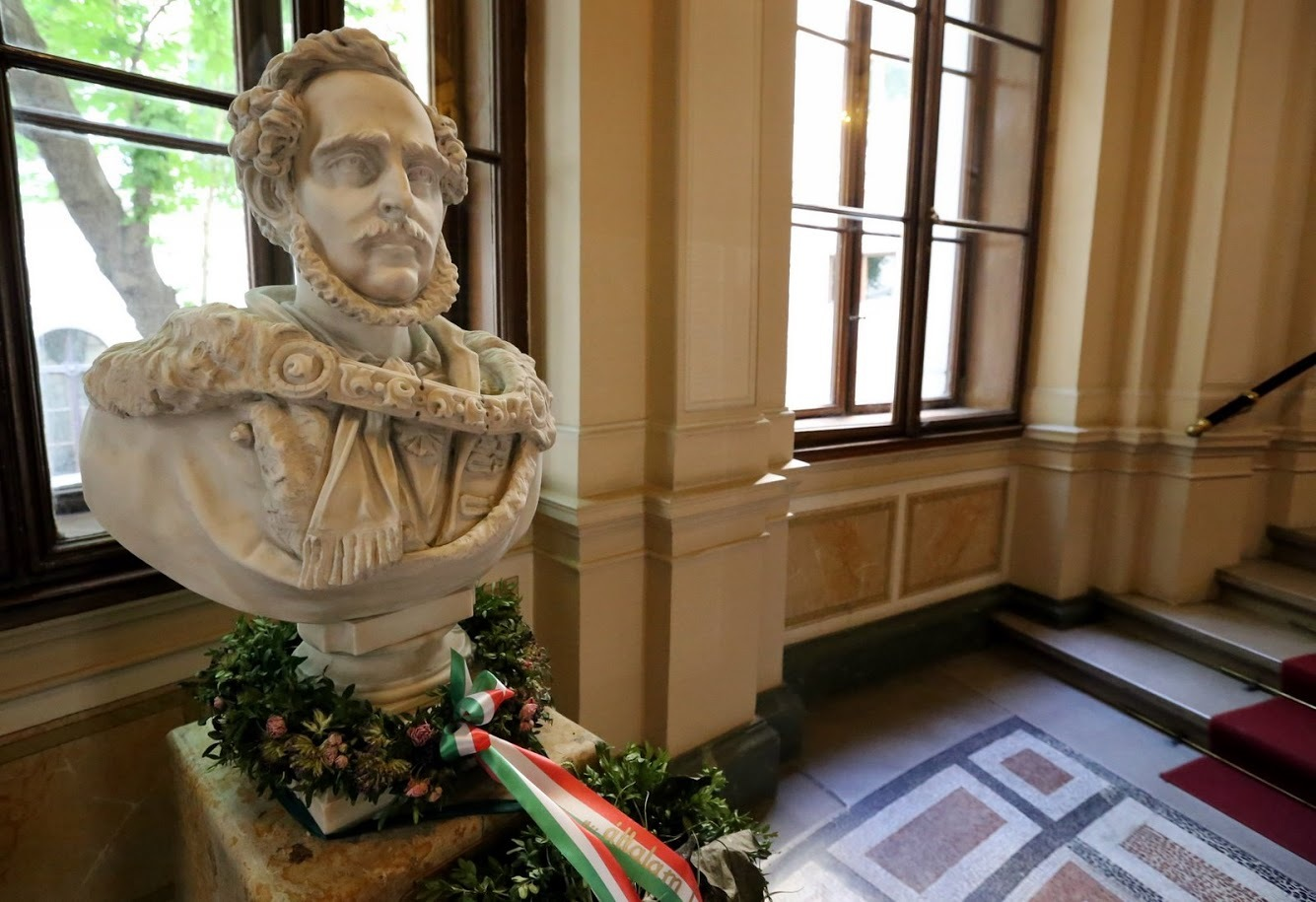
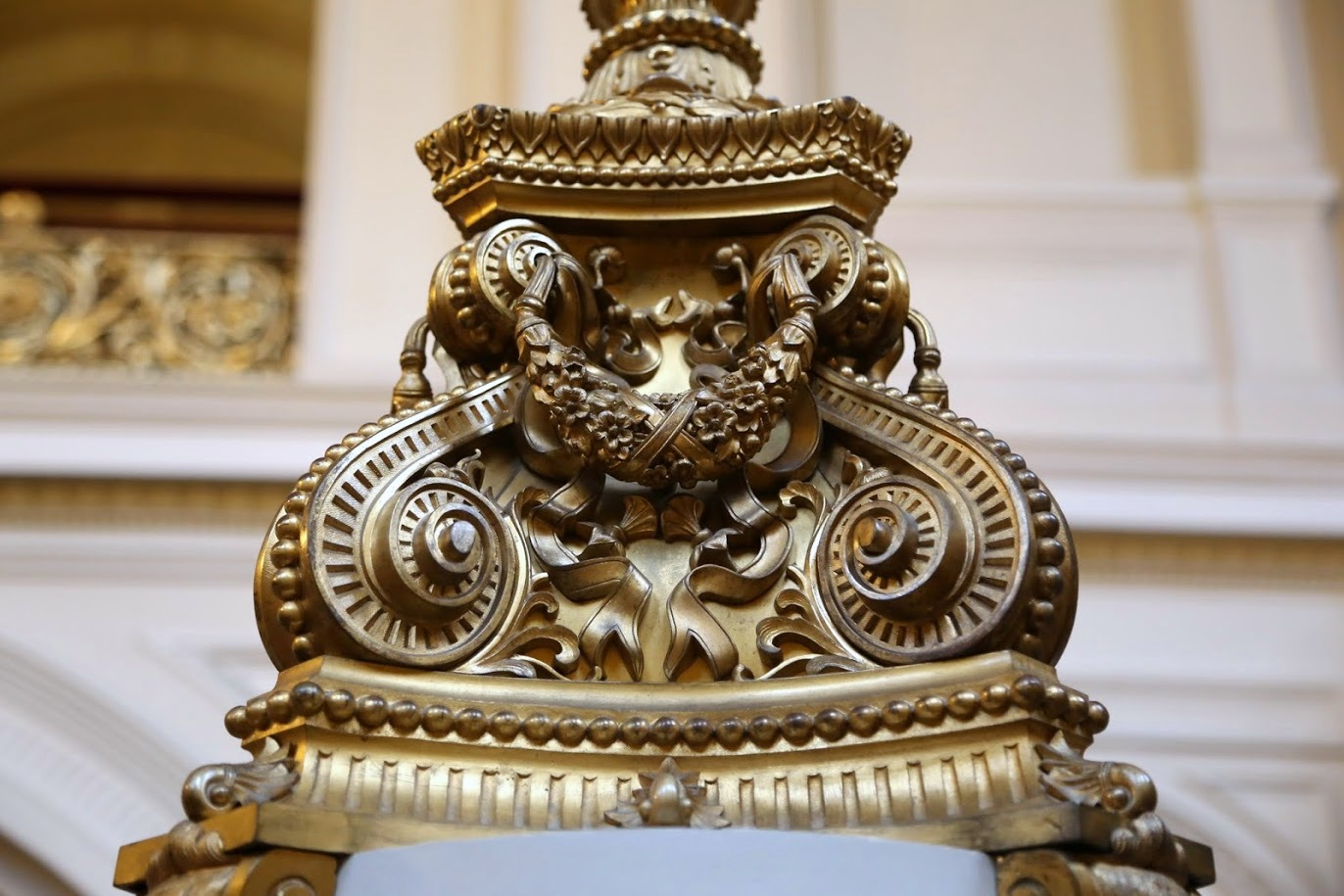
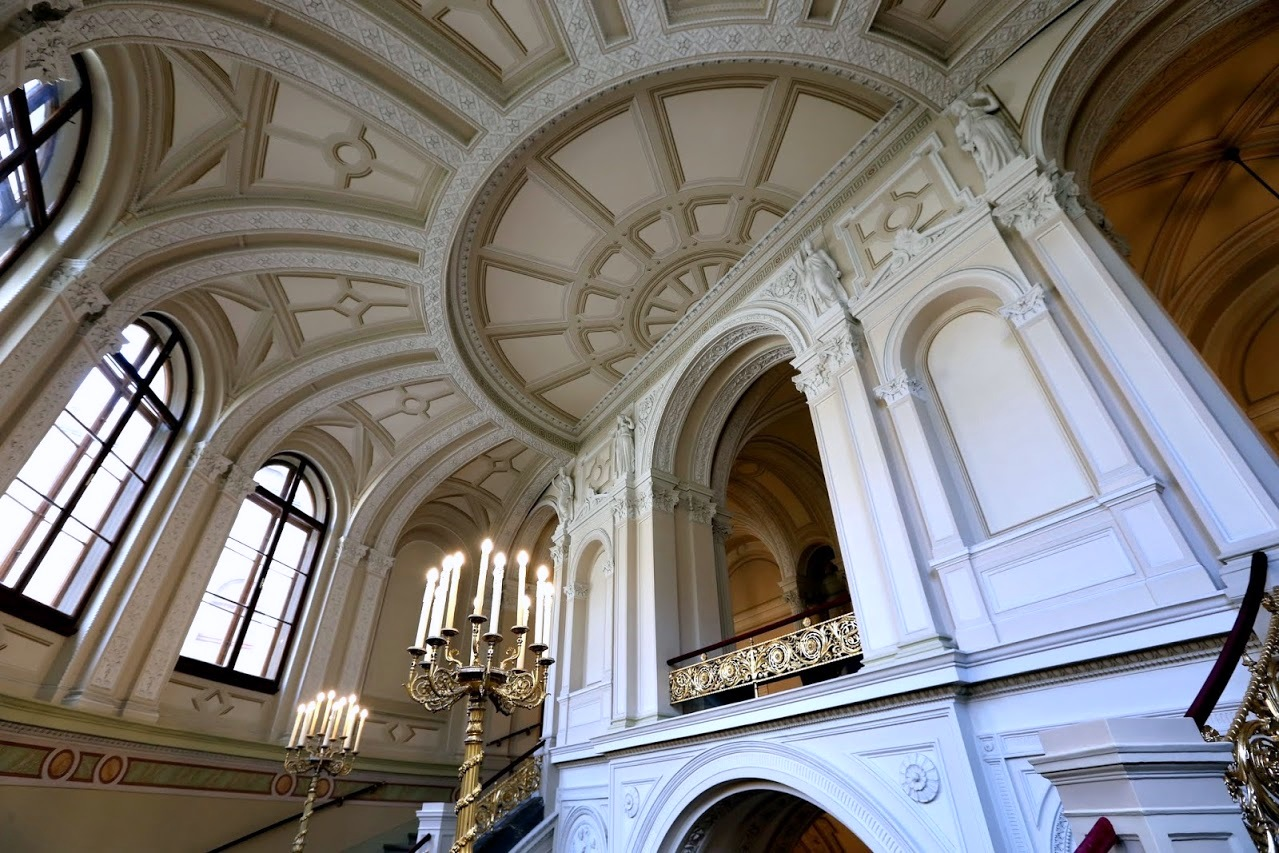
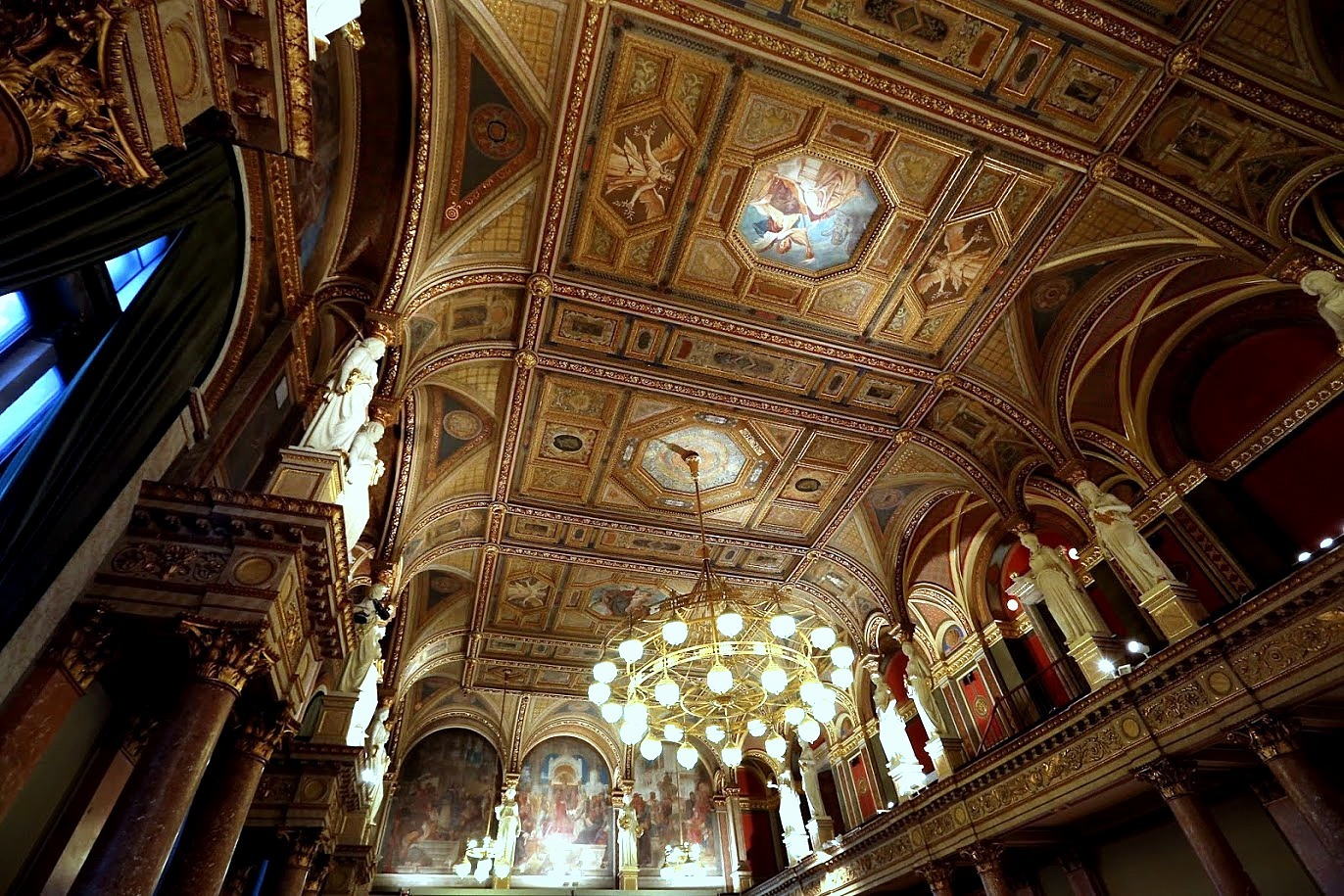
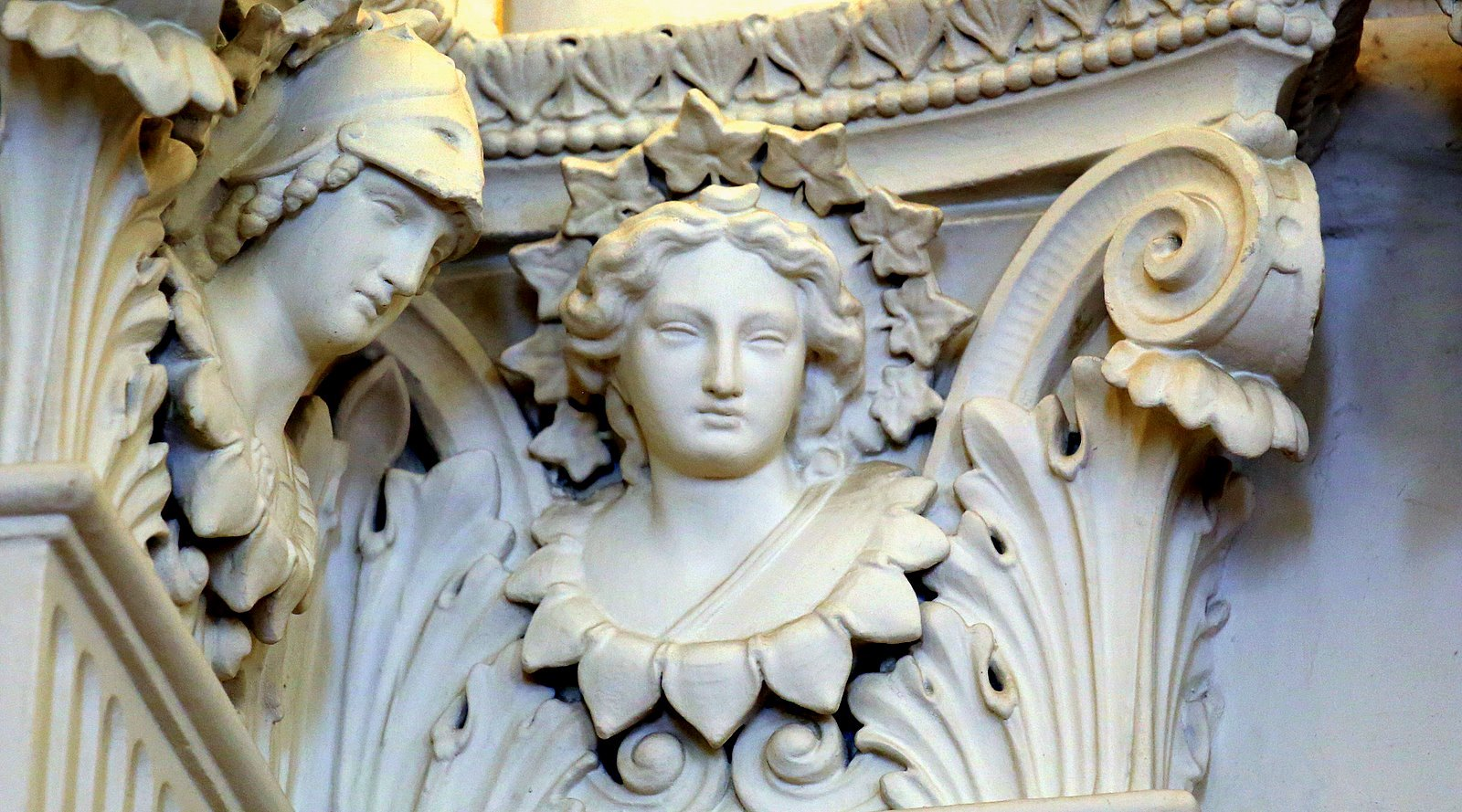
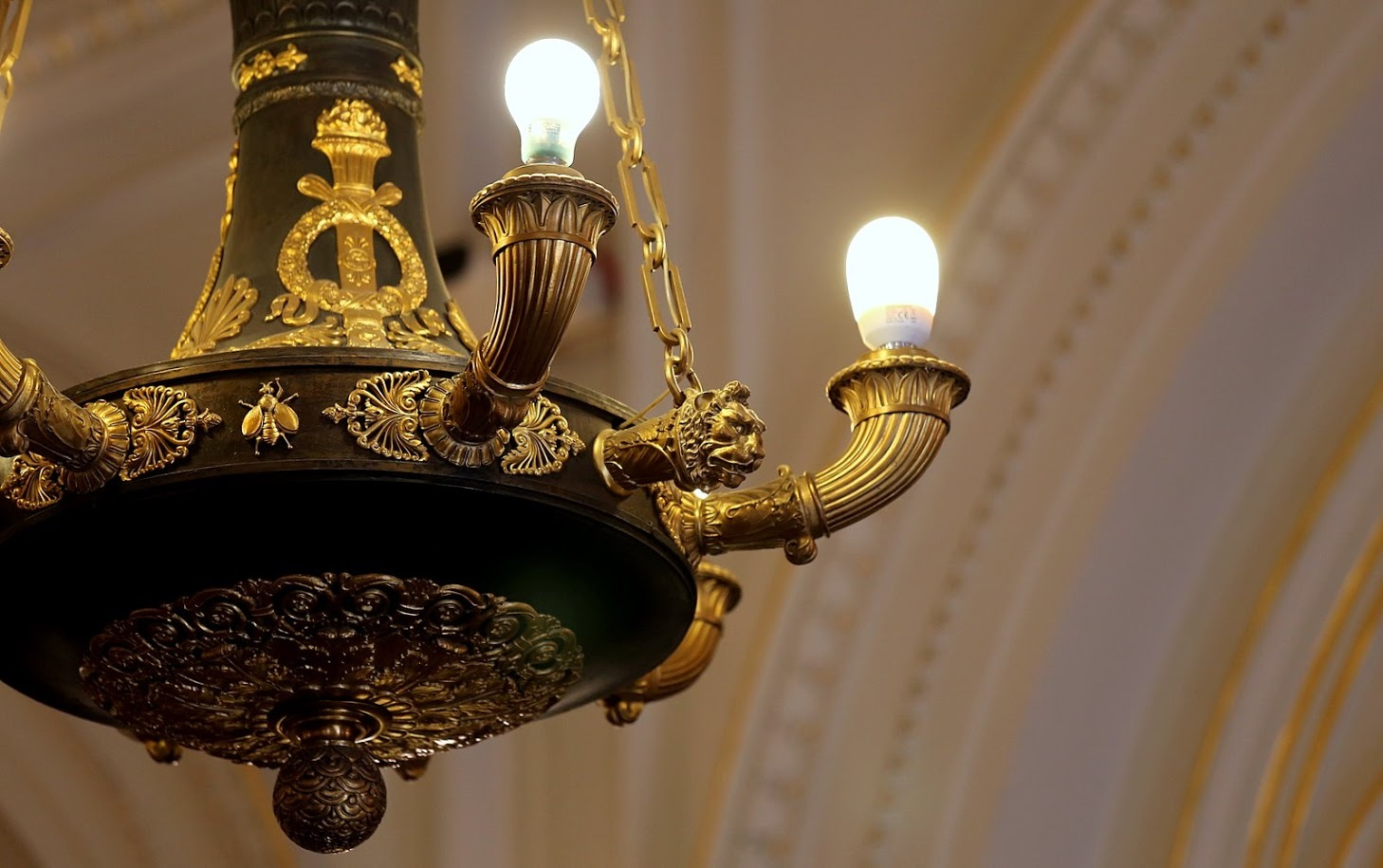
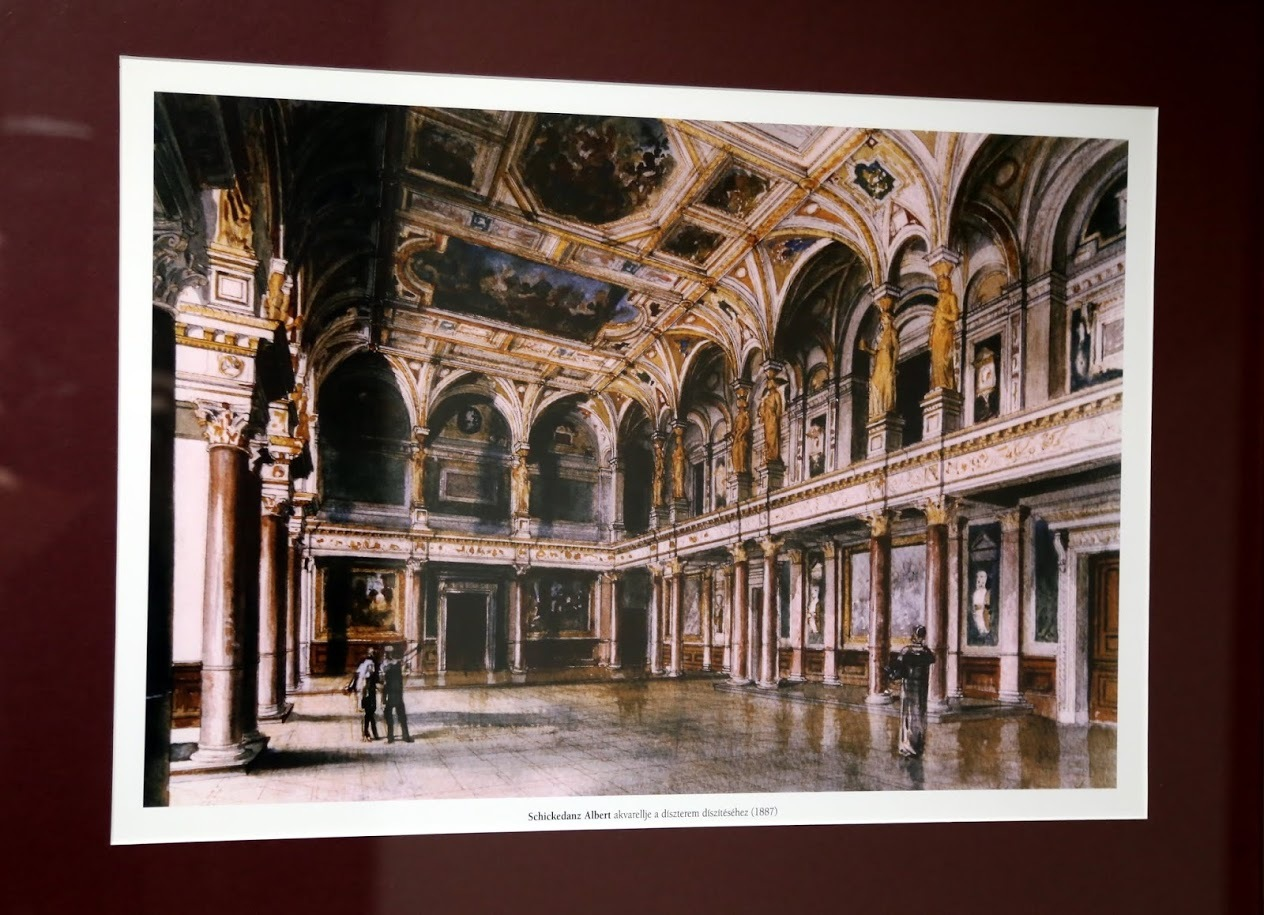
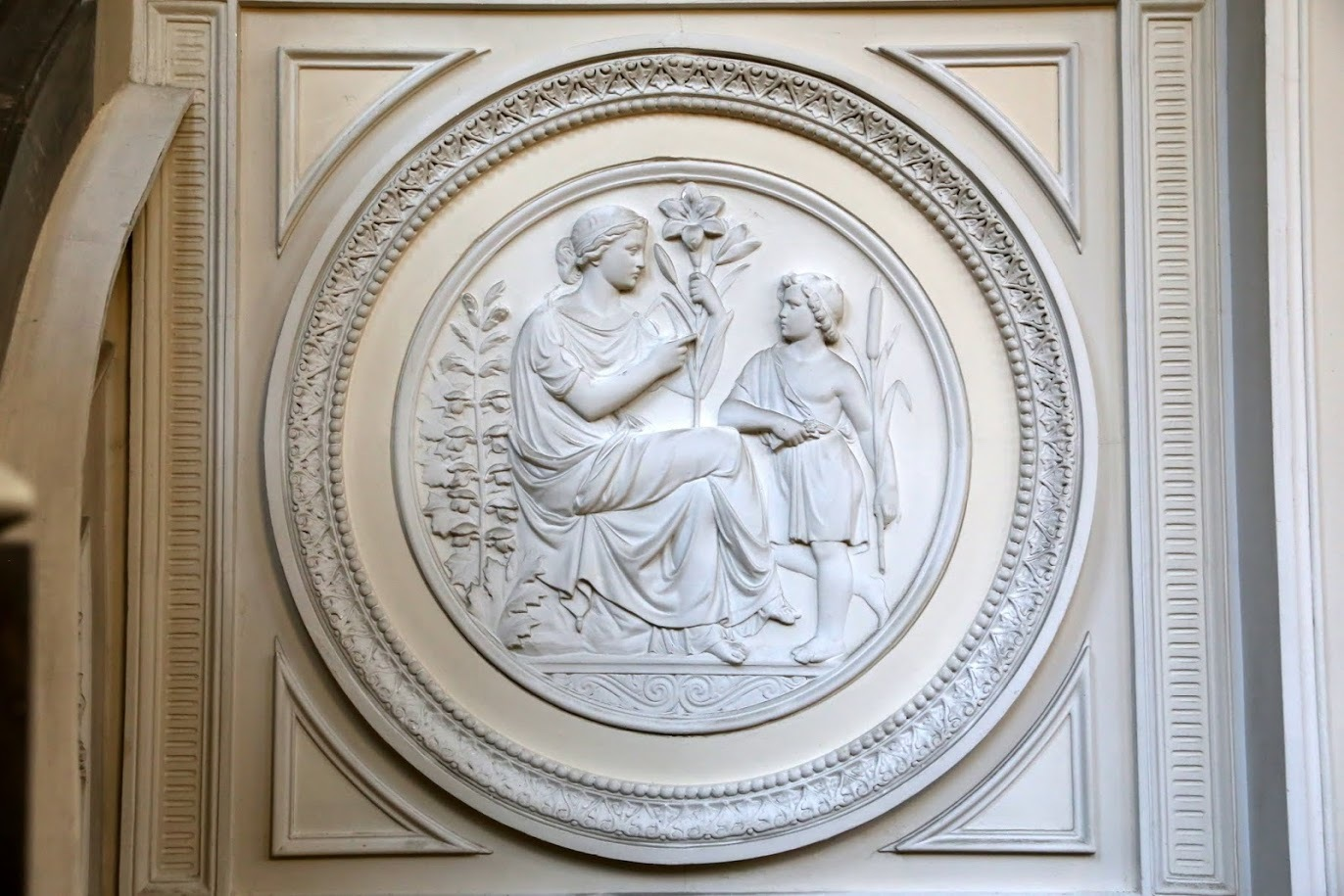
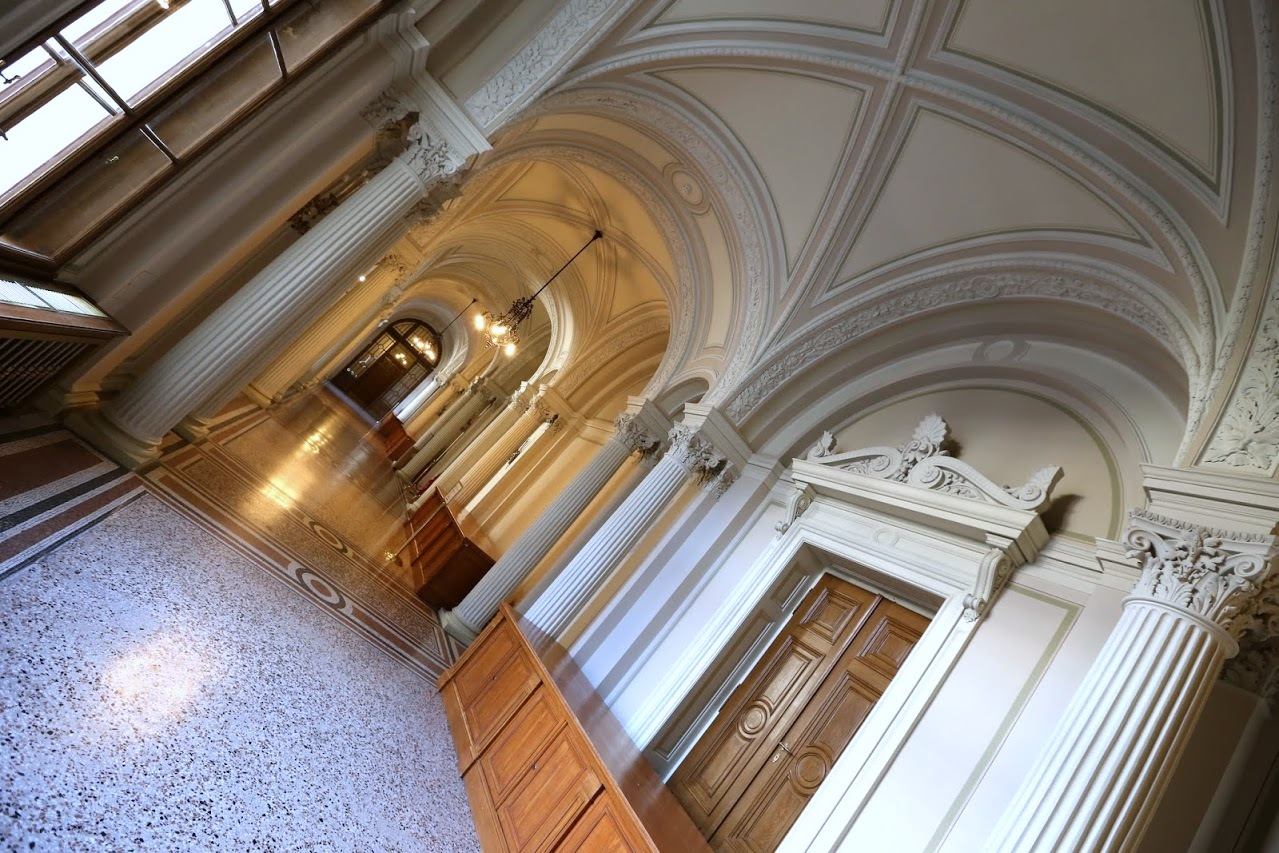
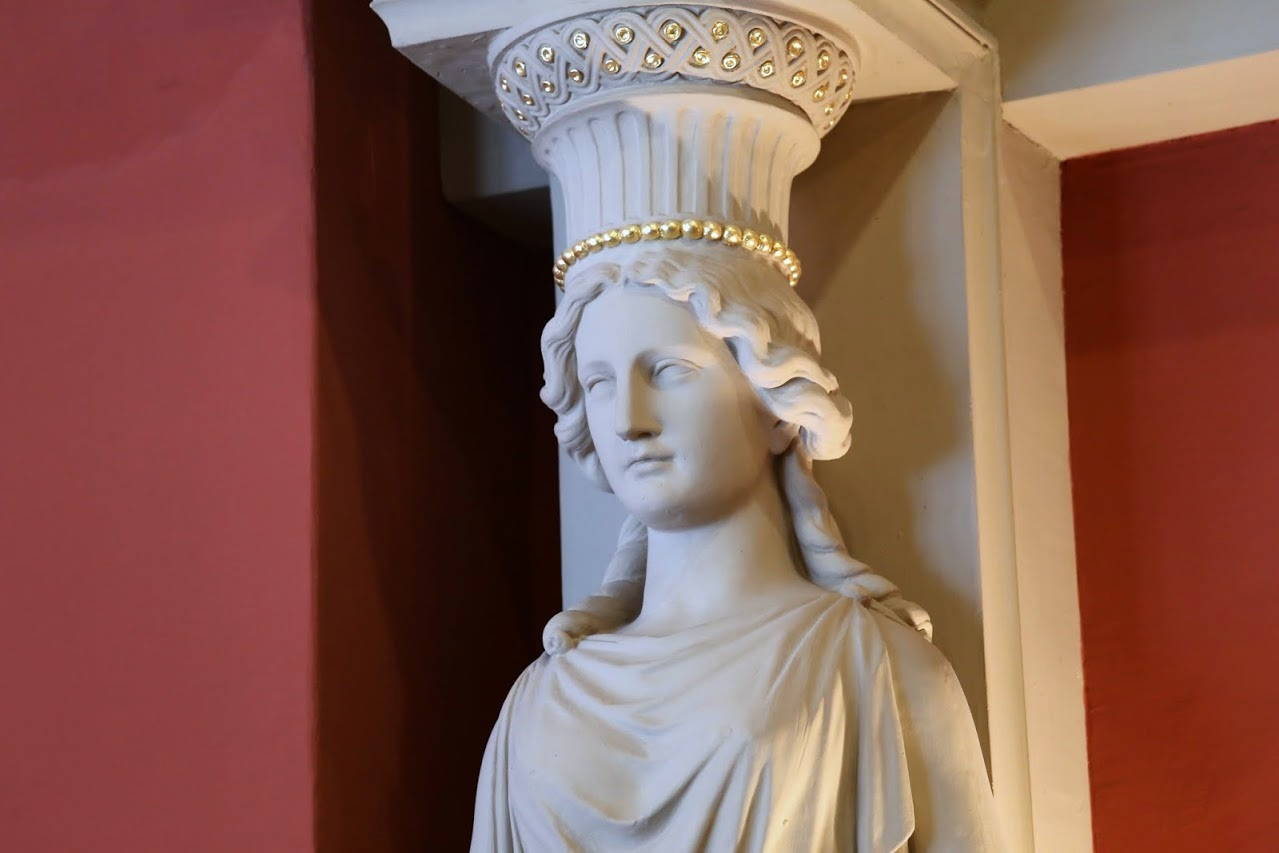
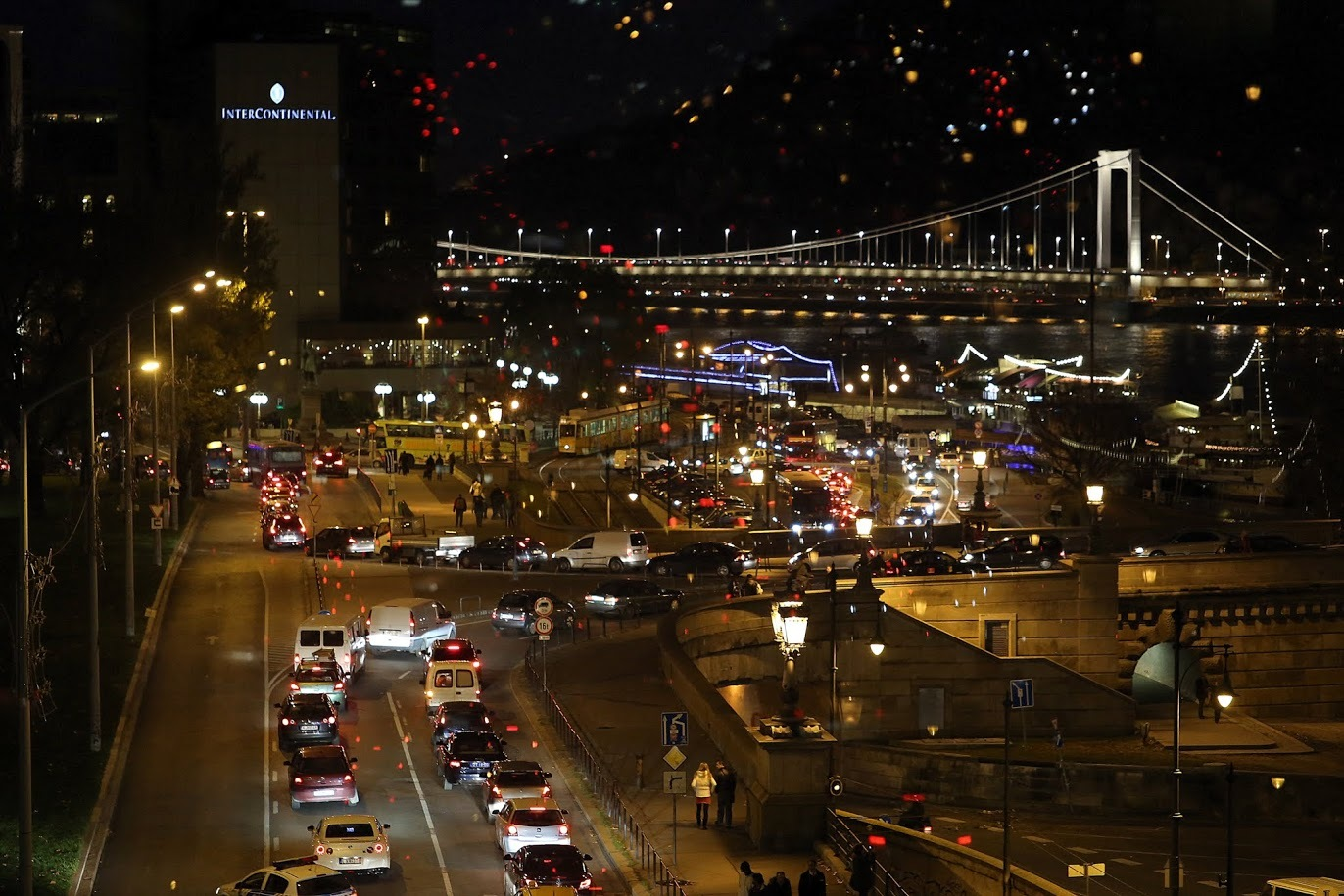